# فانفيل
فانفيل (بالفرنسية: Vanvillé)‏ هي بلدية تقع في فرنسا في Canton of Nangis.[بحاجة لمصدر] يقدر عدد سكانها بـ 183 نسمة ومساحتها 7.53 كم2 .